# IV саммит БРИКС
IV саммит БРИКС — первый саммит БРИКС проведенный в Индии (Нью-Дели). Проходил с 28 по 29 марта 2012 г. Основные вопросы, которые стояли на повестке саммита: проблемы глобальной экономики, антикризисные меры, а также проблема урегулирования ситуации вокруг Сирии и Ирана. В результате хода саммита, представителям государств-участников удалось обсудить создание банка развития и механизмы сближения фондовых площадок.
Бывший на тот момент президентом РФ, Д. Медведев отметил в качестве стратегической необходимости — «постепенную трансформацию БРИКС в полноформатный механизм взаимодействия по важнейшим вопросам мировой экономики и политики».
Джейкоб Зума, заявил на саммите о большой заинтересованности Африки в инфраструктурных проектах и индустриальных инициативах, а также призвал к реформе многосторонних институтов.
По итогам IV саммита БРИКС была выпущена Делийская декларация, а также подписаны такие документы, как: Многостороннее соглашение о подтверждении аккредитивов и Генеральное соглашение о предоставлении кредитов в национальных валютах в рамках механизма межбанковского сотрудничества государств — участников БРИКС.
Безопасность саммита обеспечивали 2000 полицейских. На саммите было объявлено о проведении «Года Индо-Китайской дружбы и сотрудничества». Решение о создании банка развития БРИКС впоследствии было реализовано на VI саммите.